# Championnat de Guadeloupe de football 2017-2018
Navigation
Saison précédente Saison suivante
La saison 2017-2018 du Championnat de Guadeloupe de football est la soixante-quatrième édition de la première division en Guadeloupe, nommée Division d'Honneur. Les quatorze formations de l'élite sont réunies au sein d'une poule unique où elles s'affrontent deux fois au cours de la saison. Les quatre derniers du classement sont relégués et remplacés par les quatre meilleurs clubs de seconde division à l'issue de la saison.
C'est le Club sportif moulien qui remporte la compétition après avoir terminé en tête du classement final, avec un seul point d’avance sur un duo composé de l'US Baie-Mahault et du Phare du Canal. Il s’agit du onzième titre de champion de Guadeloupe de l'histoire du club.

## Qualifications continentales
Seul le premier du classement final se qualifie pour la phase de poules du Championnat des clubs caribéens de la CONCACAF 2019.

## Les clubs participants
- Unité sainte rosienne
- Club sportif moulien
- AO Gourbeyrienne
- Arsenal Petit-Bourg
- CS Capesterrien
- La Gauloise de Basse-Terre
- Amical Club Grand-Bourg
- Solidarité scolaire de Baie-Mahault - Promu de Promotion d'Honneur régionale
- Juventus Sainte-Anne
- Racing Club Basse-Terre - Promu de Promotion d'Honneur régionale
- Phare du Canal
- Siroco Les Abymes
- L'Étoile de Morne-à-l'Eau - Promu de Promotion d'Honneur régionale
- US Baie-Mahault

## Compétition
Le barème de points servant à établir le classement se décompose ainsi :
- Victoire : 4 points
- Match nul : 2 points
- Défaite : 1 point

### Classement
| Rang | Équipe                               | Pts | J  | G  | N  | P  | Bp | Bc | Diff |
| ---- | ------------------------------------ | --- | -- | -- | -- | -- | -- | -- | ---- |
| 1    | Club sportif moulien                 | 78  | 26 | 14 | 10 | 2  | 36 | 15 | +21  |
| 2    | US Baie-Mahault                      | 77  | 26 | 15 | 6  | 5  | 45 | 20 | +25  |
| 3    | Phare du Canal                       | 77  | 26 | 15 | 6  | 5  | 31 | 17 | +14  |
| 4    | Unité sainte rosienneT               | 69  | 26 | 12 | 7  | 7  | 33 | 19 | +14  |
| 5    | L'Étoile de Morne-à-l'EauP C         | 68  | 26 | 11 | 9  | 6  | 27 | 19 | +8   |
| 6    | Solidarité scolaire de Baie-MahaultP | 62  | 26 | 10 | 6  | 10 | 20 | 24 | -4   |
| 7    | Siroco Les Abymes                    | 59  | 26 | 8  | 9  | 9  | 25 | 25 | 0    |
| 8    | Amical Club Grand-Bourg              | 58  | 26 | 9  | 5  | 12 | 28 | 25 | +3   |
| 9    | Arsenal Petit-Bourg                  | 58  | 26 | 9  | 5  | 12 | 24 | 30 | -6   |
| 10   | La Gauloise de Basse-Terre           | 58  | 26 | 8  | 8  | 10 | 21 | 27 | -6   |
| 11   | Juventus Sainte-Anne                 | 57  | 26 | 7  | 10 | 9  | 31 | 34 | -3   |
| 12   | Racing Club Basse-TerreP             | 56  | 26 | 7  | 9  | 10 | 18 | 23 | -5   |
| 13   | AO Gourbeyrienne                     | 45  | 26 | 3  | 10 | 13 | 15 | 30 | -15  |
| 14   | CS Capesterrien                      | 35  | 26 | 1  | 6  | 19 | 17 | 63 | -46  |

|  | Qualification pour le Championnat des clubs caribéens de la CONCACAF 2019                              |
|  | Relégation en deuxième division                                                                        |
|  | T : Tenant du titre C : Vainqueur de la Coupe de Guadeloupe P : Promu de Promotion d'Honneur régionale |

## Bilan de la saison
| Championnat de Guadeloupe de football 2017-2018     |                                  |
| Champion                                            | Club sportif moulien (11e titre) |
| Coupes et trophées                                  |                                  |
| Vainqueur de la Coupe de Guadeloupe 2017-2018       | L'Étoile de Morne-à-l'Eau        |
| Qualifications continentales                        |                                  |
| Championnat des clubs caribéens de la CONCACAF 2019 | Club sportif moulien             |
| Promotions et relégations                           |                                  |
| Promus en Division d'Honneur                        | AS Le Gosier                     |
| Promus en Division d'Honneur                        | Red Star Baie-Mahault            |
| Promus en Division d'Honneur                        | Stade Lamentinois                |
| Promus en Division d'Honneur                        | UNAR Les Abymes                  |
| Relégués en Promotion d'Honneur régionale           | Juventus Sainte-Anne             |
| Relégués en Promotion d'Honneur régionale           | Racing Club Basse-Terre          |
| Relégués en Promotion d'Honneur régionale           | AO Gourbeyrienne                 |
| Relégués en Promotion d'Honneur régionale           | CS Capesterrien                  |